# یلو

یلو شهری در شهرستان کایائو در استان بازگا در بورکینافاسوی مرکزی است و جمعیت آن ۶۱۵ نفر است.